# 이 지구의 평화를 진심으로 바라고 있어!
이 지구의 평화를 진심으로 바라고 있어!(この地球の平和を本気で願ってるんだよ! 고노지큐노헤이와오 혼키데네갓테룬다요![*])는 2011년 9월 14일에 발매된 모닝구무스메의 마흔일곱 번째 싱글이다.

## 개요
- 다카하시 아이의 모닝구무스메 마지막 참가 싱글이다.[1] 더불어 발매일인 2011년 9월 14일은 다카하시 아이의 25번째 생일이기도 하다.

- 당초는 본 제목과 "그와 함께 가게가 하고 싶어!"의 양 A면 싱글로서 발매될 예정이었으나 초회생산한정반과 통상반과 2트랙에 "그와 함께 가게가 하고 싶어!"에 수록되지 않고, 대신 "자신 있게 꿈이 떠나니까"(다카하시 아이 솔로곡)이 수록되었던 다카하시 아이 졸업기념반이 오리콘에서별로 집계될 피하기 위해 "그와 함께 가게가 하고 싶어!"는 커플링곡이 됐다.

- 모닝구무스메 싱글 중에서는 12번째 싱글 더☆피~스! 이후 10년만의 양 A면 싱글이다. 그러나 양 A면의 뮤직 비디오가 제작된 것은 이번 싱글이 처음이다.[2]

- 마지데스카스카! 이후 첫 5종 싱글. 또한 수록곡의 내용이 다른 것은 (다카하시 아이 졸업기념반만 커플링 곡이 다르다) 40번째 싱글 난찻테렌아이 이후 두 번째.

## 수록곡

### CD
초회한정반 A, B, C, 통상반
1. この地球の平和を本気で願ってるんだよ!
작사, 작곡 : 층쿠 / 편곡 : 히라타 쇼이치로
2. 彼と一緒にお店がしたい!
작사, 작곡 : 층쿠 / 편곡 : 오쿠보 가오루
3. この地球の平和を本気で願ってるんだよ! (Instrumental)
4. 彼と一緒にお店がしたい! (Instrumental)

다카하시 아이 졸업기념반
1. この地球の平和を本気で願ってるんだよ!
작사, 작곡 : 층쿠 / 편곡 : 히라타 쇼이치로
2. 自信持って 夢を持って 飛び立つから (노래 : 다카하시 아이)
작사, 작곡 : 층쿠 / 편곡 : 이타가키 유스케
3. この地球の平和を本気で願ってるんだよ! (Instrumental)

### DVD
초회한정반 A
1. この地球の平和を本気で願ってるんだよ! (Close-up Ver.)

초회한정반 B
1. 彼と一緒にお店がしたい! (Close-up Ver.)

초회한정반 C
1. この地球の平和を本気で願ってるんだよ! (Another Ver.)

### 특전
초회한정반 A, B, C, 다카하시 아이 졸업기념반
- 이벤트 추첨 시리얼 넘버 카드 봉입

## 차트
- 주간최고순위 2위 (오리콘 차트)
- 일간최고순위 2위 (오리콘 차트)
- 2011년 9월 월간순위 9위 (오리콘 차트)
- 3위 (빌보드 재팬 HOT 100)